# Густав I Ваза
Гу́став Ва́за (Ва́са) или Густав I (швед. Gustav Vasa; 12 мая 1496, предп. Линдхольменс — 29 сентября 1560[…], Замок Тре Крунур, Стокгольм) — лидер шведского восстания против Кальмарской унии, регент Швеции с 1521 года, король с 1523. До вступления на престол — Густав Э́рикссон (швед. Gustav Eriksson). Во время своего правления Густав инициировал протестантскую реформацию в Швеции, преобразовал страну из выборной в наследственную монархию и создал постоянную армию и флот.

## Биография
Густав Эрикссон родился в родовом замке Стуре Рюдбохольм в 1496 году, предположительно 12 мая. Его отец Эрик Юханссон Васа (1470—1520) приходился племянником не имевшему детей регенту Швеции Стену Стуре Старшему.
О детстве Густава сохранилось много рассказов, описывающих его врождённую склонность к господству и лидерству. Король Ханс Датский хотел отправить Густава к своему двору в Копенгаген и там воспитать его, но Стен Стуре не отпустил мальчика.
С 13 лет начинается школьная жизнь Густава в Уппсале. Густав продержался в школе всего два года, так как не мог выносить поведение своего датского учителя. По словам кузена он пробил своим кинжалом Библию и сказал: «Тысяча чертей на тебя и твою школу» — шпалера с изображением этого деяния выставлена в Уппландском музее в Уппсале.
В 1514 году Густав поселился при дворе Стена Стуре Младшего; в двадцать лет он уже принимал участие в войне с Данией и проявил большую храбрость. После перемирия с Кристианом II Густав был отправлен почётным заложником в Данию, откуда он бежал сначала в Любек, а потом в Даларну.
Бегство Густава породило целый ряд более или менее фантастических рассказов. В частности, 90 километровая лыжная гонка Васалоппет (забег Васы) отражает легендарное бегство Густава Вазы из Муры в Сэлен в канун Нового 1521 года от датской стражи — пробежав на лыжах 90 км до селения Сэлен, его смогли догнать два самых быстрых лыжника, которых жители города Мура с опозданием послали вслед, желая уговорить Густава возглавить их восстание.
В Даларне с декабря 1520 года он старался поднять восстание против Дании; сначала у него было немного сторонников в городе Мура, и он собирался бежать в Норвегию, но с приходом датских войск, возмущение местных крестьян возросло и дело пошло успешно. В 1521 году восстание охватило весь край. Густав двинулся к Стокгольму; по дороге, в Вадстене, представители сословий поклялись ему в верности как главе и ландсгерру всей Швеции. Получив значительную помощь от Ганзейского союза, Густав начал осаду Стокгольма. Город сдался ему 20 июня 1523 года. Ещё раньше Густав был избран королём Швеции. Кальмарская уния перестала существовать.
Густав I начал в Швеции реформацию, преимущественно ввиду её практических и финансовых выгод. Реформация утвердилась в Швеции в 1527 году, на риксдаге в Вестеросе; в том же году король прибег к редукции церковных земель, завершившейся к 1540 году. Церковные доходы уменьшились в десять раз. Юрисдикция епископов теперь ограничивалась лишь наблюдением за нравственностью духовенства и вопросами о браке. Ни одна церковная реформа не могла быть проведена без согласия короля.
После утверждения реформации началась борьба шведско-датского союза против низвергнутого Кристиана II и Ганзы, за которыми стоял император Карл V. Мир заключен был в 1544 году в Шпейере. Для ослабления влияния Ганзы Густав сблизился с Нидерландами и Англией. Он также заботился о развитии шведской торговли и промышленности. В 1544 году, на новом съезде в Вестеросе, шведский королевский престол был закреплён за домом Ваза.
В последние годы своего царствования Густав предпринял борьбу с Россией, которую вёл неудачно и поспешил окончить через два года; затем он вмешался в ливонские распри, приведшие к Ливонской войне.
Король скончался 29 сентября 1560 года в Стокгольме.

## Память
- В честь Густава I в 1772 году был учреждён орден Васы.
- Его именем названы районы Стокгольма и Гётеборга Васастан, парки Васапарк.
- С 1922 года проводится престижный лыжный марафон Васалоппет.

## Браки и дети
Первой женой (с 1531) Густава была Екатерина Саксен-Лауэнбургская (1513—1535). У них был один сын:
1. Эрик XIV (1533—1577), герцог Кальмара, король Швеции (1560—1568)

Второй женой (с 1536) Густава была Маргарита Лейонхувуд (1514—1551). У них было десять детей:
1. Юхан III (1537—1592), герцог Финляндии, король Швеции (1567—1592)
2. Катарина (1539—1610), жена Эдцарда II, графа Восточной Фрисландии
3. Сесилия (1540—1627), жена Кристофа II, маркграфа Баден-Родемахерна
4. Магнус (1542—1595), герцог Вестанстона (западная часть Эстергётланда) и граф Даль (Дальсланд), психически болен
5. Карл (1544)
6. Анна (1545—1610), жена Георга Иоганна I, графа фон Фельденц
7. Стен (1546—1547)
8. София (1547—1611), жена Магнуса II, герцога Саксен-Лауэнбурга, который был племянником Екатерины Саксен-Лауэнбургской
9. Елизавета (1549—1597), жена Кристофа, герцога Мекленбурга
10. Карл IX (1550—1611), герцог Сёдерманланда, Нерке, Вермланда и северного Вестергётланда, регент Швеции (1599—1604), король Швеции (1604—1611)

Третьей и последней женой (с 1552) Густава была Катарина Стенбок. В браке детей не было.

## Титул
- с 6 июня 1523 года — Med Guds Nåde, Sveriges, Götes och Vendes Konung (Божьей милостью Король Шведов, Готов и Вендов).

## Рецепция в искусстве
Оперу «Густав Ваза» (на шведское либретто) написал немецкий композитор И. Г. Науман. Премьера оперы состоялась в Шведской королевской опере в 1786 г. Русская писательница Е. И. Титова написала пьесу «Густав Ваза, или Торжествующая невинность» (СПб., 1810), которая впервые была поставлена в Придворном театре в июне 1809 года с участием А. С. Яковлева и А. Д. Каратыгиной.